# Дом Лобанова (Таганрог)
Дом Лобанова, также Дом Щучкина — памятник архитектуры местного значения по улице Греческой, 32 в городе Таганроге Ростовской области.

## История
Мещанин Матвей Яковлевич Лобанов в 1897 году построил одноэтажный дом по улице Греческой, 32. По состоянию на 1906 год, дом еще был в его собственности. По одним данным, в 1910 году, по другим — в 1915 году, особняк стал собственностью Натальи Дмитриевны Щучкиной. Ее муж — врач и статский советник Иван Павлович Щучкин с начала XX века был военным врачом в Таганроге. Семья воспитывала трех детей. Единственный сын — Павел — был возведен в чин хорунжего. В тридцатилетнем возрасте он трагически погиб в бою в Восточной Пруссии, его отец Иван Павлович, в начале февраля 1915 года добрался до поля сражения и доставил тело сына в Таганрог. В 1921 году в доме по улице Греческой, 32 находился приют № 10. С 1992 года дому присвоен статус памятника архитектуры, он охраняется законом.

## Описание
Фасад дома можно условно поделить на три части. Над боковыми частями расположены фигурные фронтоны. Слева от дома были построены кованые ворота с калиткой. Во дворе дома надстроена небольшая башня с балконом. Крыльцо расположено по центру. На фасаде видно несколько скругленных окон, строение украшают полуколонны.

## Пожар

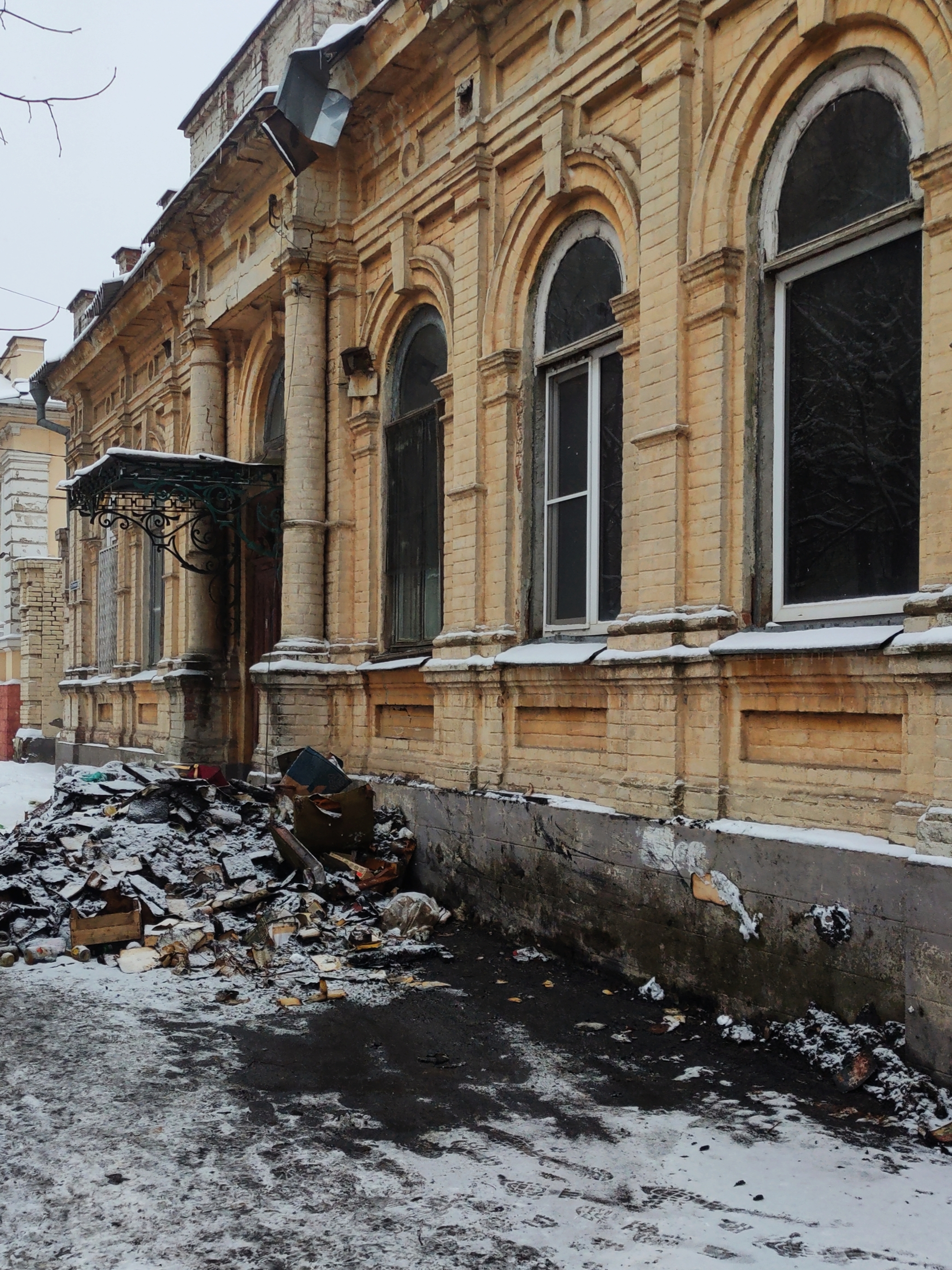
Фасад здания после пожара

По информации ГУ МЧС по Ростовской области, сигнал о возгорании дома поступил 10 февраля в 20:41. На место выехали 14 машин спецтехники и 46 человек личного состава. По прибытии на место было установлено, что огонь полыхает уже на площади всего здания.
Греческую улицу, на которой находится здание, перекрыли для движения. В 20:55 был объявлен 2 ранг сложности пожара, который вводится при значительной площади горения, но без осложняющих факторов. С места возгорания было эвакуировано 5 человек.
В 21:30 пожарным удалось остановить распространение огня, а в 21:47 открытое горение было ликвидировано. После этого спасатели продолжили поливать повреждённые конструкции, и в 22:50 пожар был полностью потушен.
Ещё до прибытия пожарных, люди, увидевшие пламя, поспешили на помощь находившимся в здании. Благодаря самоотверженности людей и скоординированности их действий удалось избежать жертв среди жителей дома.